# 십리대밭교

주간의 십리대밭교

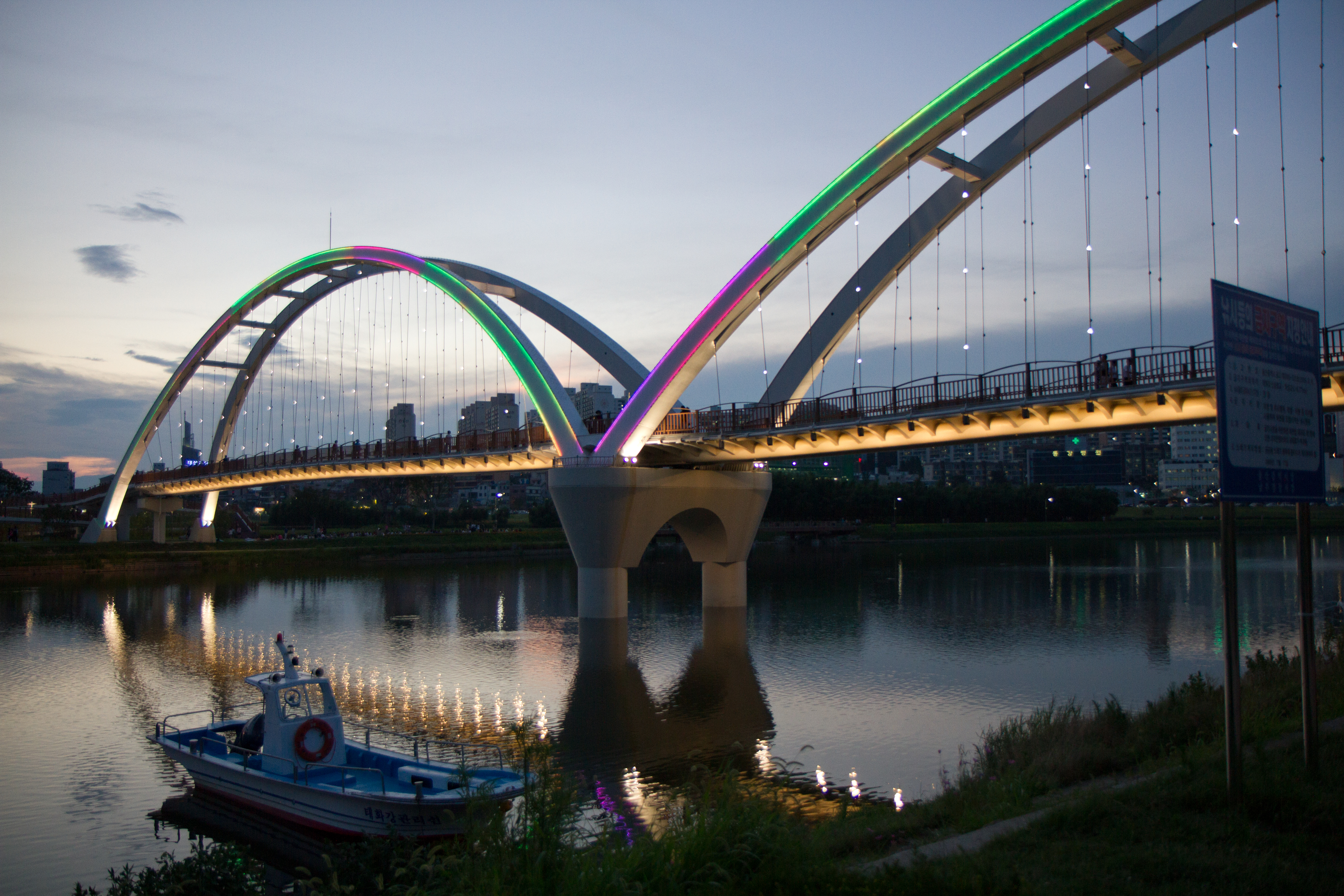
십리대밭교의 야경

십리대밭교는 태화강의 인도교 중 하나이다. 울산광역시 중구 태화동에 위치해 있는 십리대밭과 울산광역시 남구 신정동을 잇는다.

## 건설
십리대밭교는 울산광역시가 11억, 경남은행이 51억 2000만원으로 총 62억 2000만원을 들여 건설되었다. 2008년 2월 20일에 착공하여, 2009년 2월 15일 준공하였다.

## 형태와 이름
십리대밭교는 고래와 백로를 형상화한 비대칭형 아치교로 디자인 되었으며, 공모를 통하여 이름이 '십리대밭교'로 정해졌다.